# Abablemma
Abablemma, rod moljaca iz nadporodice Noctuoidea. Različito je klasificicrfan, porodicama Erebidae i Noctuidae. Godine 2005 rod je prebačen potporodici Araeopteroninae i 2008 potporodici Scolecocampinae. Rašireni su po južnim predjelima Sjedinjenih Država i Srednjoj Americi.
- Abablemma bilineata (Barnes & McDunnough, 1916)[4]
- Abablemma brimleyana (Dyar, 1914)[5]
- Abablemma discipuncta  Hampson 1910
- Abablemma duomaculata (Barnes & Benjamin, 1925)[6]
- Abablemma grandimacula (Schaus, 1911)[7]
- Abablemma ulopus Dyar 1914